# ادرت، اسرائیل
ادرت، اسرائیل (به لاتین: Aderet, Israel) در اسرائیل است که در منطقه آماری ماتیه یهودا واقع شده‌است.

## نگارخانه

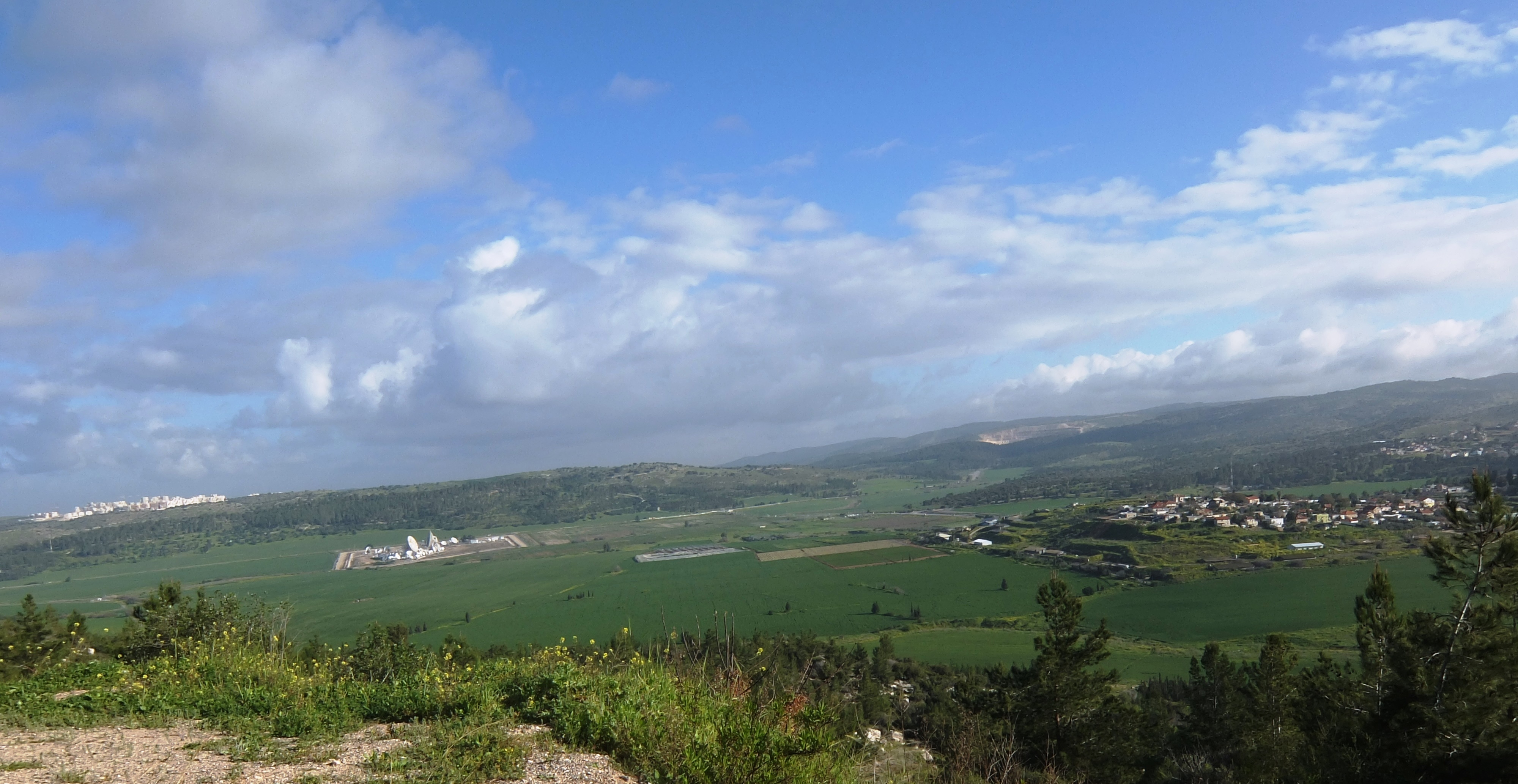
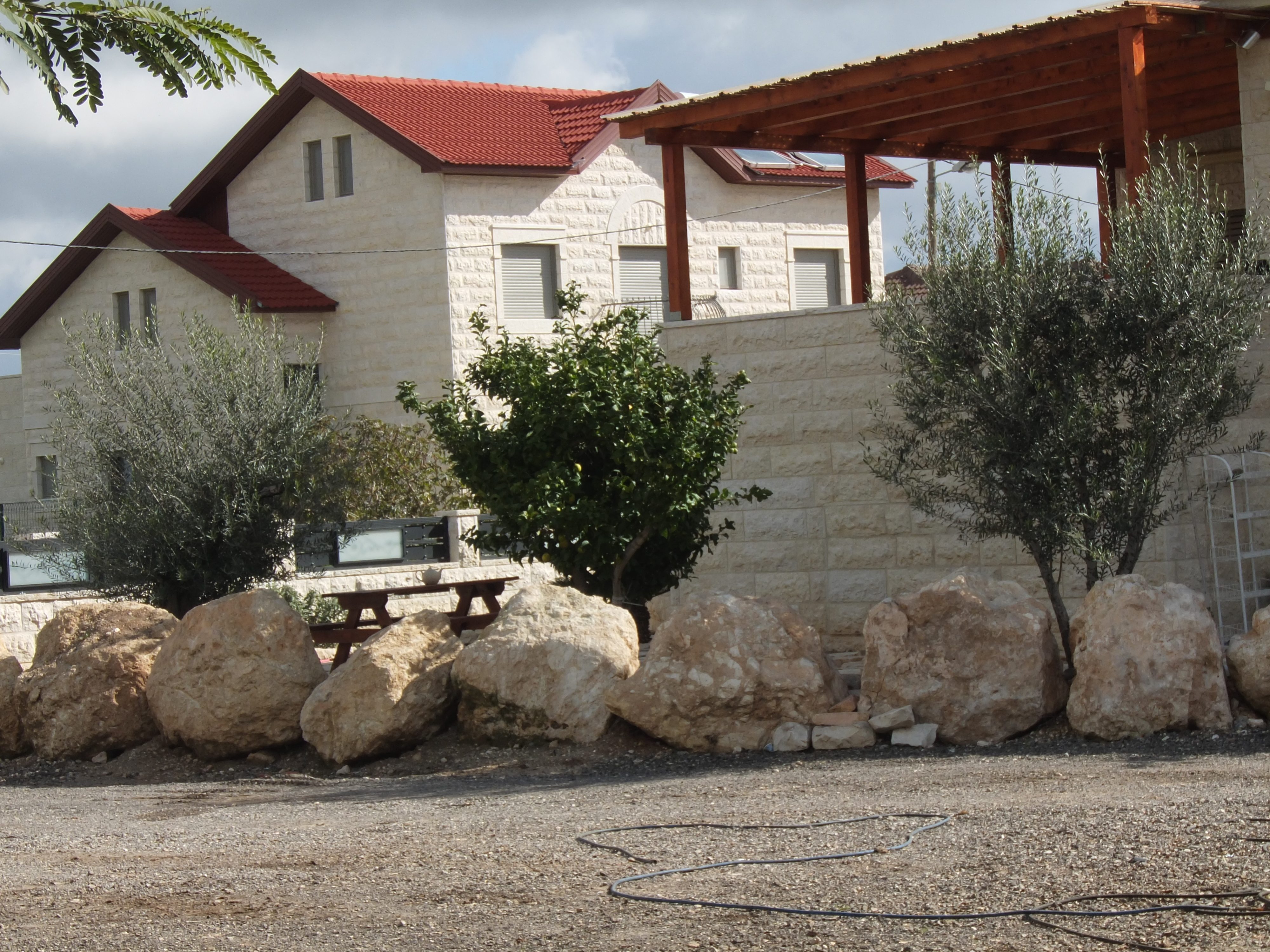
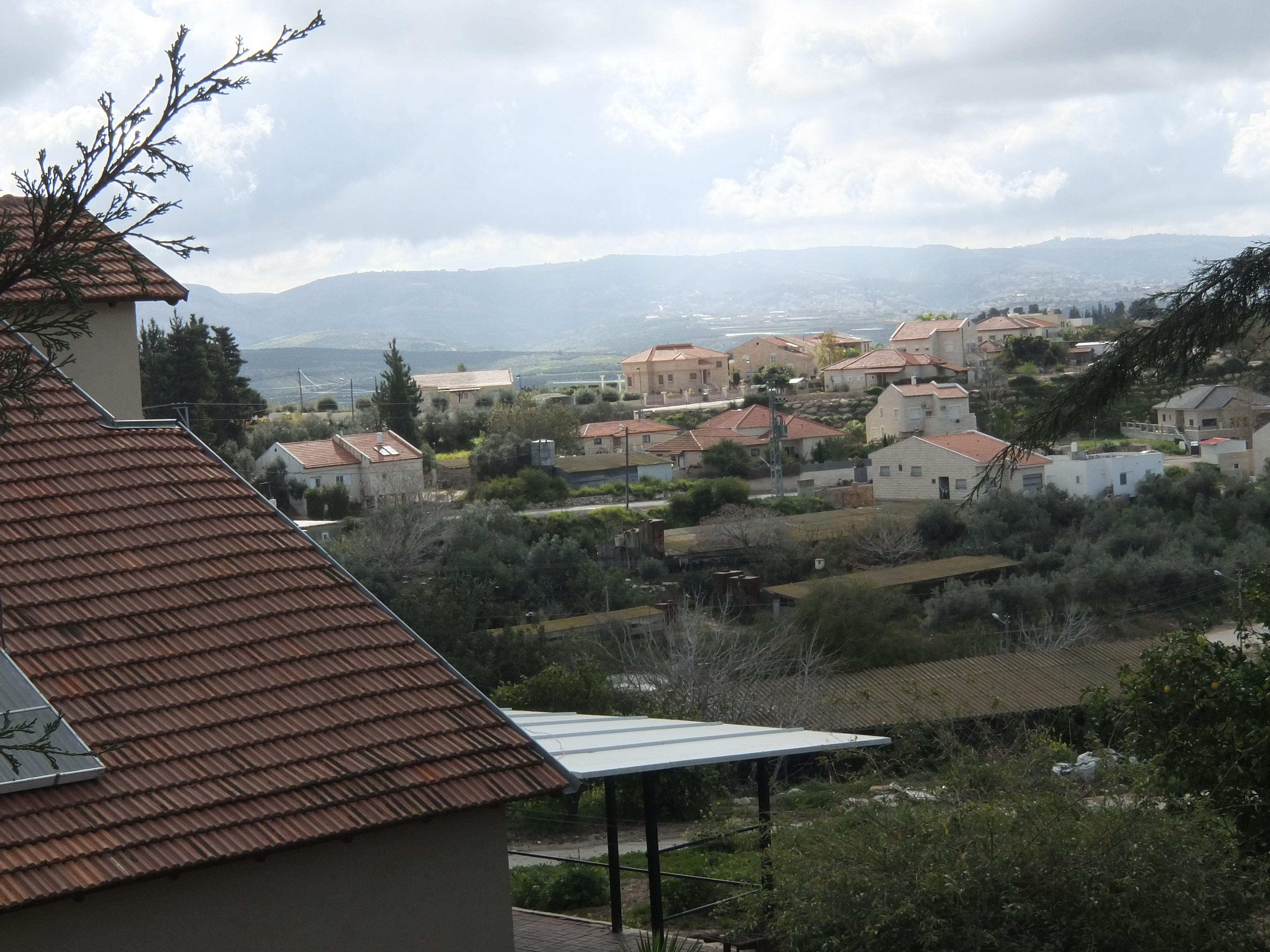
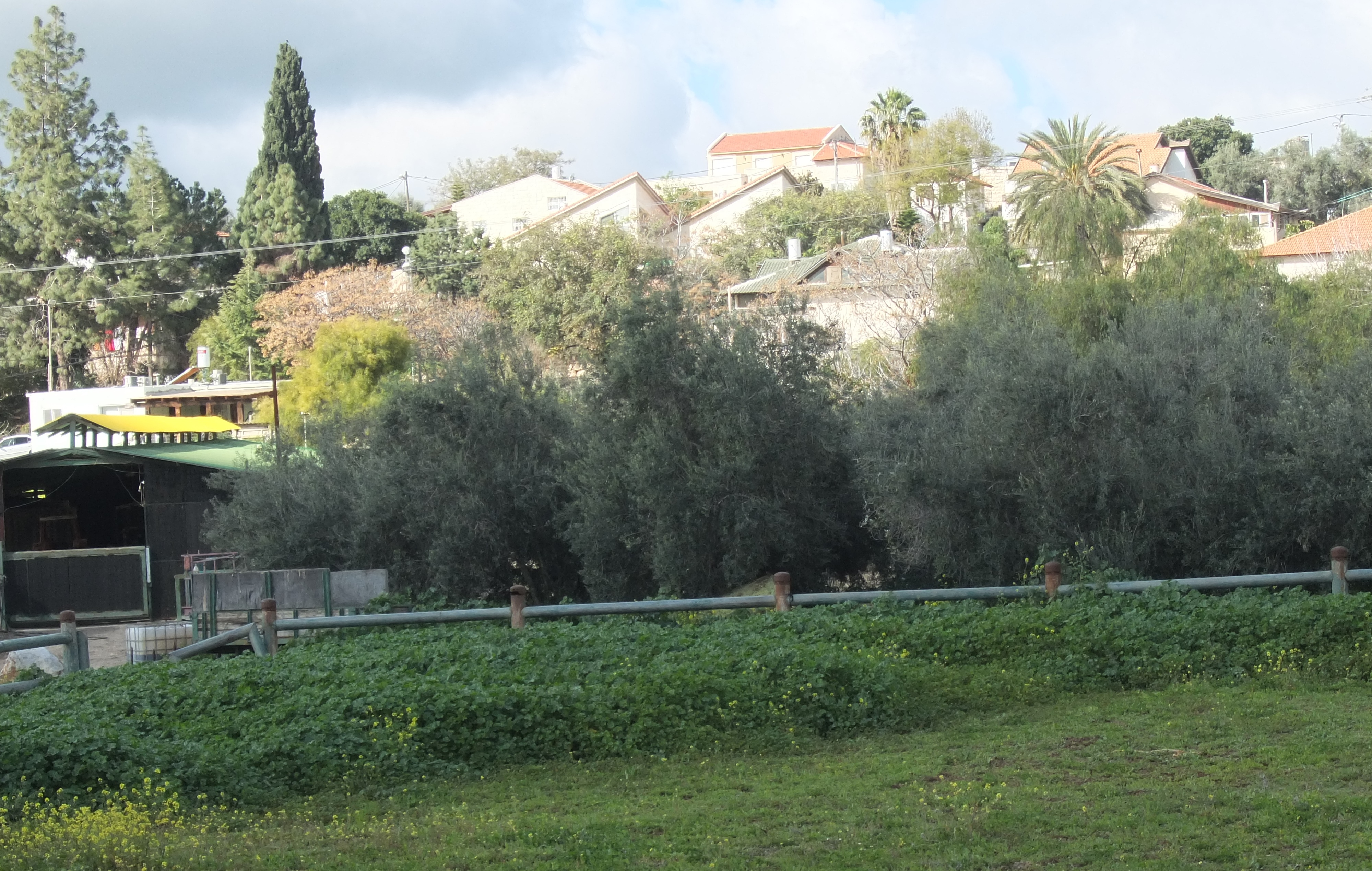
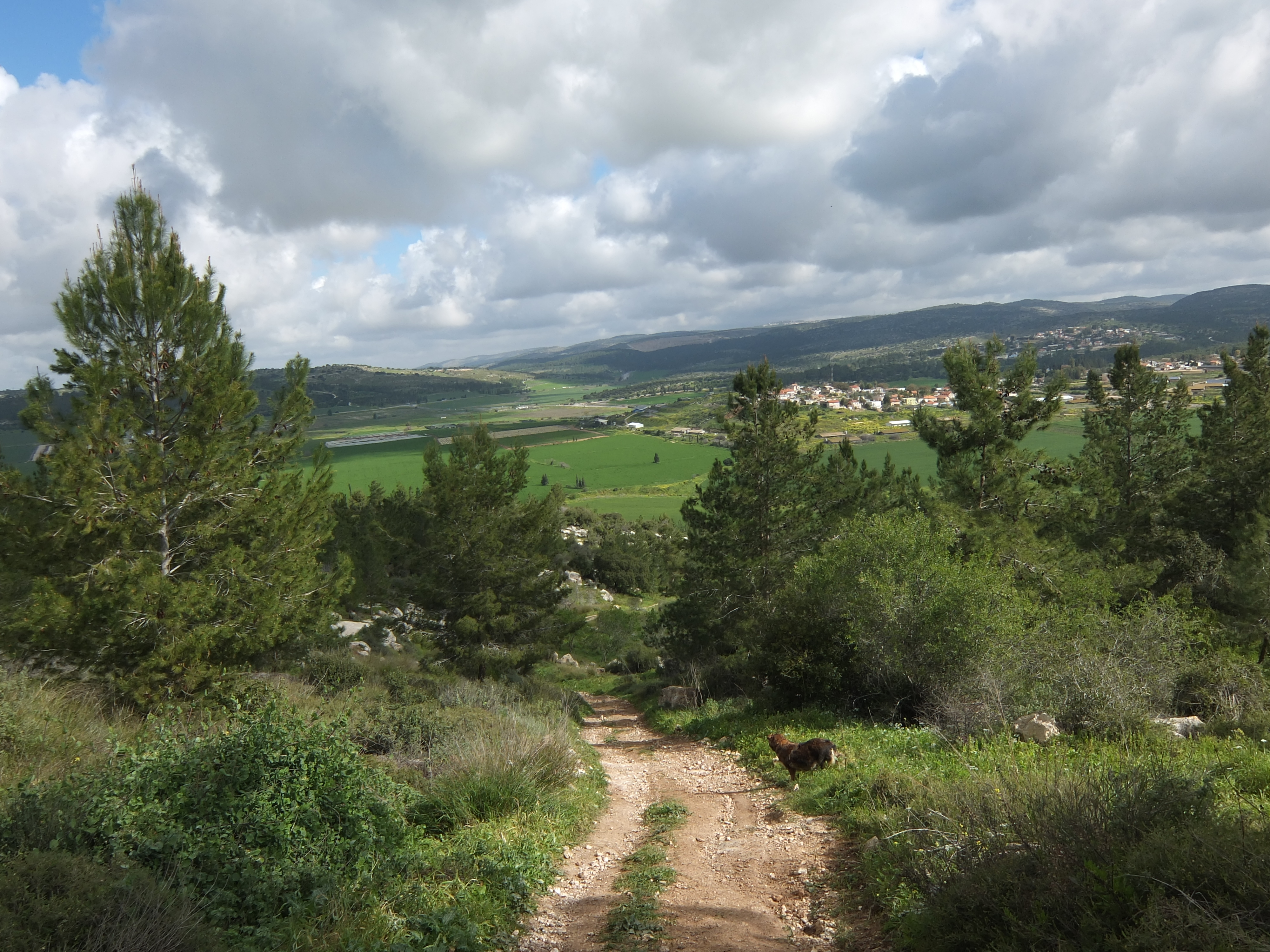

## خصوصیات
ادرت ۹۱۹ نفر جمعیت دارد.